# Palaquium firmum
Palaquium firmum là một loài thực vật có hoa trong họ Hồng xiêm. Loài này được C.T.White mô tả khoa học đầu tiên năm 1950.